# Masatoshi Shima
Masatoshi Shima (嶋正利?, Shima Masatoshi; Shizuoka, 22 agosto 1943) è un informatico e chimico giapponese, famoso per aver progettato insieme a Federico Faggin, Ted Hoff e Stanley Mazor il primo microprocessore della storia, l'Intel 4004.

## Biografia
Studiò chimica organica presso l'Università di Tohoku, Sendai (Giappone). Comprendendo che il suo campo di studi gli avrebbe offerto poche prospettive di lavoro, decise di andare a lavorare presso Busicom, un produttore di calcolatrici, dove apprese la progettazione software ed il disegno dei circuiti digitali.
Quando decise di iniziare ad utilizzare i circuiti LSI nella propria linea di prodotti, Busicom contattò un paio di produttori di chip statunitensi, Mostek ed Intel, per proporgli una collaborazione commerciale. L'accordo fu siglato con Intel, che all'epoca era più un produttore di memorie ma aveva gli stabilimenti per produrre i chip MOS ad alta densità di gate che servivano a Busicom.
Fu creato presso Intel un gruppo di lavoro composto da Shima, Marcian "Ted" Hoff, Federico Faggin e Stanley Mazor: seguendo le linee guida di Hoff, Shima disegnò il processore 4004, i cui diritti per la commercializzazione furono poi venduti anche ad Intel, con l'unico limite di non impiegarlo nel mercato delle calcolatrici.
Intel poi progettò per proprio conto l'8008, commissionato da CTC per il suo Datapoint 2200. Intel decise di sviluppare ulteriormente l'8008 e Faggin, a capo del progetto, scelse nuovamente Shima come collaboratore per il disegno del processore che poi divenne l'8080.
Quando Faggin lasciò Intel per fondare Zilog nel 1975, Shima lo seguì e progettò insieme a lui, a Ralph Ungermann ed altri il processore Z80, che Faggin aveva reso compatibile a livello di istruzioni con l'8080. Shima partecipò anche al progetto della versione a 16 bit dello Z80, lo Zilog Z8000.
Stando a quanto riferito da suoi colleghi di Intel, il metodo di Faggin che Shima usò prevedeva di disegnare la logica dei chip al livello dei transistor, direttamente e manualmente (non a livello di gate o di registri). Gli schemi risultanti erano perciò difficili da leggere ma, visto che i transistor venivano disegnati in un modo tale che il progetto assomigliava quasi ad una "planimetria" del chip, questo metodo aiutava molto nel momento in cui si doveva realizzare lo schema fisico del processore. Shima, comunque, testava la logica su breadboard usando chip TTL prima di trasportarla manualmente nella versione equivalente in transistor MOS.

## Riconoscimenti
Nel 1997 Shima ha ricevuto il Premio Kyoto dalla Fondazione Inamori nella sezione "Elettronica" insieme a Faggin, Hoff e Mazor.